# 12 Возничего
12 Возничего (лат. 12 Aurigae, HD 33988) — одиночная звезда в созвездии Возничего на расстоянии приблизительно 2349 световых лет (около 720 парсеков) от Солнца. Видимая звёздная величина звезды — +6,988m.

## Характеристики
12 Возничего — голубая Be-звезда спектрального класса OBe или B2Ve. Масса — около 18 солнечных, радиус — около 7 солнечных, светимость — около 20000 солнечных. Эффективная температура — около 8087 К.